# Phlebotomus kazeruni
Phlebotomus kazeruni är en tvåvingeart som beskrevs av Oskar Theodor och Mesghali 1964. Phlebotomus kazeruni ingår i släktet Phlebotomus och familjen fjärilsmyggor. Inga underarter finns listade i Catalogue of Life.